# Как вас теперь называть?
«Как вас теперь называть?» — советский художественный фильм 1965 года, снятый режиссёром Владимиром Чеботарёвым на студии «Мосфильм» по книге мемуаров Михаила Прудникова «Неуловимые действуют».
Премьера фильма состоялась 1 июня 1965 года. Фильм стал одним из лидеров кинопроката в СССР, после выхода на экраны в 1966 его посмотрело 36 200 000 зрителей.

## Сюжет
Действие фильма происходит в годы Великой Отечественной войны в оккупированном врагами городе Положске. В центре — противоборство между советскими разведчиками и фашистами.
Партизанами и подпольщиками взорвана большая нефтебаза. Возникшая паника позволила ознакомиться с секретными документами генерала фон Рогге. Расследование ведёт эсэсовский генерал Готтбург. Он выходит на след. В поле его подозрений попадает ресторанный повар-бельгиец. Кто же скрывается под его маской?..

## В ролях
- Анатолий Азо — Валерий, он же месье Жак
- Владислав Стржельчик — генерал Бруно Готтбург, он же Альфонс Коррель (прототип — Курт фон Готтберг)
- Михаил Глузский — командир партизанского отряда (прототип — Михаил Прудников)
- Лариса Голубкина — Лидия Костюк, советская разведчица (прототип — Лилия Костецкая)
- Владимир Самойлов — Василий Майков, двойной агент
- Ефим Копелян — Кольвиц
- Лев Поляков — Пётр Сизов, он же агент Краузе
- Павел Массальский — генерал фон Рогге
- Геннадий Воропаев — Мюллер, капитан, начальник канцелярии (прототип — Карл Миллер)
- Валентин Абрамов — Ион Рамиреску, коммерсант из Гродно
- Всеволод Ларионов — Кунц
- Дмитрий Орловский — комиссар партизанского отряда
- Владимир Гуляев — начальник разведки партизанского отряда
- Виктор Маркин — партизан
- Инна Федорова — мать Майкова
- Владимир Тыкке — Зотов

### В эпизодах
- Вячеслав Гостинский — доктор Фогельзанг
- Станислав Михин — партизан
- Людмила Давыдова — эсэсовка (в титрах — Л. Шляхтур)
- Борис Красильников — Отто, надзиратель
- Борис Дуров — эпизод
- Тамара Чернова — сотрудница канцелярии
- Всеволод Сафонов — секретарь подпольного обкома
- Алла Будницкая — переводчица «коммерсанта из Аргентины»
- К. Грабовский
- Николай Граббе — Нольде, начальник тюрьмы
- Владимир Пицек — зубной врач
- Леонид Елинсон — эпизод
- Владимир Коренев — адъютант Кольвица
- С. Бабич
- Гавриил Белов — арестованный (нет в титрах)
- Зана Занони — эпизод (нет в титрах)
- Юрий Яковлев — голос за кадром

## Съёмочная группа
- Режиссёр: Владимир Чеботарёв
- Авторы сценария: Юрий Лукин, Михаил Прудников, Владимир Чеботарёв
- Оператор-постановщик: Игорь Слабневич
- Художник-постановщик: Евгений Серганов
- Композитор: Вениамин Баснер
- Звукооператор: А. Павлов
- Дирижёр: Эмин Хачатурян
- Режиссёр: Степан Пучинян
- Оператор: В. Гусев
- Грим: И. Антимонов
- Монтаж: Надежда Аникеева
- Костюмы: С. Портной
- Комбинированные съёмки: оператор Григорий Зайцев, художник С. Мухин
- Редактор: Оскар Курганов
- Консультанты: Хайнц Браун, полковники В. Иванов, В. Копытов
- Директора́: Константин Стенькин, Семён Марьяхин